# Anton Donkor
Anton Leander Donkor (* 11. November 1997 in Göttingen) ist ein deutsch-ghanaischer Fußballspieler. Er steht seit Sommer 2024 beim FC Schalke 04 unter Vertrag. Er ist der Bruder des American-Football-Spielers Aaron Donkor.

## Karriere

### Verein
Nach seinen Anfängen in der Jugend des RSV Göttingen 05 und der JSG Lenglern/Harste wechselte er im Sommer 2012 in die Jugendabteilung des VfL Wolfsburg. Nachdem er dort zu ersten Einsätzen im Seniorenbereich in der zweiten Mannschaft gekommen war, wurde er im Winter 2017 für das restliche Jahr an die Reserve des FC Everton ausgeliehen.
Nach der Rückkehr aus England erfolgte im Sommer 2018 eine Leihe zum F.C. Hansa Rostock bis zum Ende der Drittligasaison 2018/19.
In Rostock kam er zu seinem ersten Einsatz im Profibereich in der 3. Liga, als er am 29. Juli 2018, dem 1. Spieltag, beim Auswärtsspiel gegen Energie Cottbus in der 72. Spielminute eingewechselt wurde. Im Laufe der Saison folgten weitere acht Ligaspiele, ein Pokaleinsatz gegen den Bundesligisten 1. FC Nürnberg und fünf weitere im Landespokal Mecklenburg-Vorpommerns. Selbigen gewann er mit dem Verein von der Ostseeküste.
Nach Ende der Leihe kehrte der Stürmer nicht nach Wolfsburg zurück und wurde vom FC Carl Zeiss Jena verpflichtet, bei dem er einen bis Juni 2021 gültigen Vertrag unterzeichnete. Zur Saison 2020/21 wechselte Donkor zum SV Waldhof Mannheim.
Zur Saison 2022/23 unterzeichnete Donkor einen Vertrag bei Zweitliga-Aufsteiger Eintracht Braunschweig bis zum 30. Juni 2024. Dort etablierte er sich auf der linken Außenbahn sofort als Stammspieler und verpasste kaum ein Ligaspiel. Mit Braunschweig konnte er zweimal den Klassenverbleib feiern, bevor er nach Ende seines Vertrags Ende der Saison 2023/24 ablösefrei zum Ligakonkurrenten FC Schalke 04 wechselte.

### Nationalmannschaft
Anton Donkor lief achtmal für Juniorennationalmannschaften des DFB auf.

## Erfolge
FC Everton U23
- Meister der Premier League 2: 2017

Hansa Rostock
- Landespokalsieger Mecklenburg-Vorpommern: 2019